# 黒田長敬

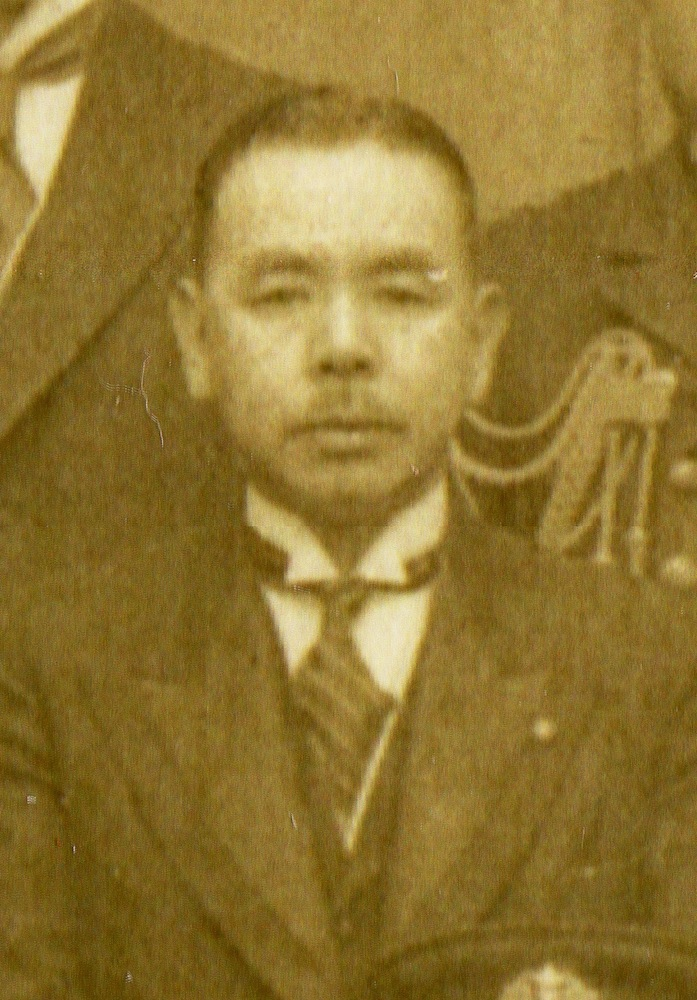
黒田長敬

黒田 長敬（くろだ ながあつ、1885年（明治18年）7月21日 - 1963年（昭和38年）3月24日）は、明治後期から昭和期の宮内官、華族。旧秋月藩黒田家13代当主、黒田子爵家2代当主。貴族院子爵議員。初名は静男。

## 経歴
筑前福岡藩最後の藩主黒田長知の五男。筑前秋月藩最後の藩主で子爵の黒田長徳の養子となる。長徳の死去に伴い、1892年（明治25年）7月20日、家督を継ぎ子爵を襲爵。同年7月22日に長敬と改名した。1906年（明治39年）7月、学習院高等科を卒業した。その後、アメリカ合衆国に留学し1912年（明治45年）コーネル大学文理科を卒業。
帰国後、1914年（大正3年）宮内省に入省し大正天皇の侍従となり宮内事務官を兼務。以後、兼式部官、兼東宮侍従、兼皇后宮事務官、内廷課長、大膳頭などを歴任した。その他、若松築港（現若築建設）取締役を務めた。
1946年（昭和21年）5月10日、貴族院子爵議員に補欠選挙で当選し、研究会に所属し1947年（昭和22年）5月2日の貴族院廃止まで在任した。

## 親族
- 妻は小出恵子（丹波国園部藩10代藩主・子爵小出英尚四女）[1]。
- 子女に黒田長栄（14代当主、秋月郷土館理事長）[7]、礼子（徳川義忠夫人・男爵徳川義恕の三男）、康子（大木九兵衛夫人）、黒田長美がいる[1]。
- 15代当主黒田長幹は孫にあたる[7]。

## 栄典
- 1910年（明治43年）8月10日 - 正五位[8]
- 1916年（大正5年）8月21日 - 従四位[9]
- 1925年（大正14年）5月10日 - 単光旭日章[10]
- 1931年（昭和6年）3月20日 - 帝都復興記念章[11]
- 1940年（昭和15年）8月15日 - 紀元二千六百年祝典記念章[12]